# سیارک ۱۳۴۳۴۶
سیارک ۱۳۴۳۴۶ (به انگلیسی: 134346 Pinatubo، نامگذاری:1991PT2)۱۳۴۳۴۶مین سیارک کشف شده‌است که در ۰۲ اوت ۱۹۹۱ کشف شد.